# Нікульніков Іван Костянтинович
Іван Костянтинович Нікульніков (рос. Иван Константинович Никульников; нар. 8 жовтня 1916, Прилєпи — пом. 25 вересня 1980, Тернопіль) — радянський офіцер-артилерист, Герой Радянського Союзу.

## Біографія
Народився 8 жовтня 1916 року в селі Прилєпах (тепер Лівенсикий район Орловської області, Росія) в сім'ї селянина. Росіянин. Закінчив 7 класів школи. Працював рахівником у колгоспі.
У Червоній армії з жовтня 1937 року. Брав участь у радянсько-фінській війні 1939—1940 років та поході радянських військ в Бессарабію в 1940 році. Член ВКП(б) з 1941 року.
В боях німецько-радянської війни з жовтня 1941 року. Брав участь у бойових діях на Південному, Північно-Західному, Брянському, Степовому, 2-му Українському фронтах. Брав участь у відвоюванні України, боях на території Угорщини, в боях за взяття Будапешта. До лютого 1945 року лейтенант Іван Нікульніков командував взводом управління 12-ї батареї 4-го дивізіону 109-ї гаубичної артилерійської бригади великої потужності 16-ї артилерійської дивізії прориву 7-ї гвардійської армії. Відзначився під час Будапештської операції. У ніч на 12 лютого 1945року він з гарматним розрахунком виконував бойове завдання з блокування оточеного угруповання противника. Прагнучи прорватися з оточення, противник потіснив передові стрілецькі підрозділи і обійшов артилеристів з флангів. Лейтенант Нікульніков організував кругову оборону і протягом ночі відбив чотири атаки, завдавши великої шкоди противнику в живій силі.
Після війни у військовому званні майора вийшов у запас. Жив в місті Тернополі, де працював на підприємстві «Сантехмонтаж». Помер 25 вересня 1980 року. Похований на Микулинецькому кладовищі в Тернополі.

## Нагороди
Указом Президії Верховної Ради СРСР від 15 травня 1946 року йому присвоєне звання Героя Радянського Союзу з врученням ордена Леніна і медалі «Золота Зірка» (№7 870).
Нагороджений також:
- орденом Вітчизняної війни ІІ ступеня (31 березня 1943), двома орденами Червоної Зірки (28 січня 1945; 30 грудня 1956);
- медалями «За оборону Москви» (1 травня 1945), «За перемогу над Німеччиною» (9 травня 1945), «За взяття Будапешта» (9 червня 1945), «За бойові заслуги» (6 листопада 1947)[1].